# Brownfield (Alberta)
Pour les articles homonymes, voir Brownfield.
Brownfield est un hameau (hamlet) du comté de Paintearth No 18, situé dans la province canadienne d'Alberta.